# 陈家琪
陈家琪（1947年—）是同济大学哲学系系主任、教授、博士生导师。陕西西安人。他是国内影响力最大的西方哲学学者之一，和鲁萌、张志扬并称“海南三杰”，长期为《新京报》、《读书》、《书城》等报刊撰文，入选2008年度百位华人公共知识分子政右经左版。研究领域包括德国哲学、政治哲学与法哲学、文化大革命史和语义哲学。

## 生平
1947年生于陕西省西安市。文化大革命期间下乡插队及担任狱警。恢复高考后考入武汉大学，成为文革后国内第一批西方哲学研究生，导师为陈修斋和杨祖陶。硕士论文是关于荷兰哲学家斯宾诺莎的伦理学。1981年4月份毕业。
1982年进入华中科技大学（原华中理工大学）哲学研究所。1992年起任教于海南大学。2003年起任教于同济大学人文学院哲学系。
现任同济大学哲学系主任、教授。曾任教于华中工学院、湖北大学和海南大学。

## 论“抵制遗忘”
陈家琪在接受《南方人物周刊》的专访里说：
|  | 我们可以做的就是记录、描述、思考这个时代。我现在要做的事，比较清晰的，一个是抵制浅薄庸俗的娱乐，还有一个就是抵制遗忘——把那些经历过的、记忆中的事情，以及我们思考到什么程度，尽可能传给下一代人。 |

此专访被收入《思虑中国-当代36位知识人访谈录》一书。

## 著作
- 《人在江湖》
- 《人生天地间》
- 《话语的真相》
- 《经验之为经验》
- 《沉默的视野》
- 《形而上学的巴别塔》（合著）
- 《浪漫与幽默》
- 《哲学的基本假设与理想国》
- 《在国外的日子里有所思》
- 《三十年间有与无》
- 《人生之心境情调》，山东友谊出版社，2008
- 《愿作如是观》，复旦大学出版社，2010
- 《幽靈再現：馬克思及其主義的前世今生》，秀威資訊，2010（ISBN 9789862215784）